# Battelefon
En Battelefon er en jargon for et privat telefonnummer der bruges til vigtige telefonsamtaler som har meget høj prioritet. Begrebet bruges også til at beskrive brugen af mere end en mobiltelefon, hvor "battelefonen" er reserveret til sepcifikke formål.
Navnet Battelefon' blev populariseret af tv serien Batman der begyndte i 1966, jvpr dem blev vist som en røde telefon som politiinspektør Gordon brugte til at hidkalde superhelten Batman i nødsituationer, og som en rød telefon placeret inde i Batmobilen, der køres af Batman. Teknologijournalister har også brugt en "Battelefon" til at beskrive nye anordniner som ser moderne ud, eller som har forbindelse til Batman franchisen.